# Michal Petro
Michal Petro (25. září 1916 Šumiac – 1945 Velkoněmecká říše) byl slovenský důstojník, partyzánský velitel, účastník Slovenského národního povstání a oběť nacismu.

## Život

### Před druhou světovou válkou
Michal Petro se narodil 25. září 1916 v Šumiaci, vesnici na úbočí Kráľovej hoľe, v rodině Michala Petra a Kataríny, rozené Margetové. V Lučenci vystudoval reálné gymnázium, poté studoval na lékařských fakultách v Bratislavě a Praze, studia ale nedokončil.

### Druhá světová válka
Michal Petro nastoupil prezenční vojenskou službu ve slovenské armádě 10. ledna 1940. Mezi listopadem 1940 a květnem 1941 absolvoval školu pro důstojníky pěchoty v záloze. Po zapojení se Slovenského státu se účastnil bojů na východní frontě jako příslušník Zajišťovací divize. V noci na 15. května 1943 zběhl společně s Jánem Nálepkou v prostoru Jelska k partyzánům gen. Alexandra Nikolajeviče Saburova, za což byl 2. června téhož roku v nepřítomnosti odsouzen k trestu smrti. Začal působit u 1. československého partyzánského oddílu mj. na funkci náčelníka štábu nebo velitele rozvědky, usiloval o další přechody slovenských vojáků k partyzánům, podílel se na přípravě a uskutečňování bojových akcí. Dne 17. listopadu 1943 byl prezentován u 1. československé samostatné brigády ve Vasilovce. Po vypuknutí Slovenského národního povstání byl v srpnu 1944 vysazen na povstalecké území, aby zde zastával funkci pobočníka generála Rudolfa Viesta. Po porážce povstání ustoupil do hor, kde byl začátkem prosince zraněn. Dne 22. prosince 1944 ho v banskobystrické nemocnici vypátrala a zatkla německá policie, následně byl odvlečen na německé území, kde za neznámých okolností zahynul.

## Ocenění

### Vyznamenání
- 1942 Za hrdinství III. stupně
- 1943 Medaile partyzánů vlastenecké války I. stupně
- 1944 Československý válečný kříž 1939
- 1944 Československá medaile Za chrabrost před nepřítelem
- 1969 Řád rudé hvězdy

### Posmrtná ocenění
- Michal Petro byl v roce 2016 in memoriam povýšen do hodnosti brigádního generála

### Poznámka
1. ↑  Ještě 8. dubna 1945 zveřejnil německý i český protektorátní tisk propagační zprávu o zajetí generálů Viesta, Goliana a dalších (včetně Michala Petro) a o jejich výpovědích, týkajících se role Sovětského svazu a západních spojenců při organizaci Slovenského národního povstání. O osudech zajatých vojáků ani o tom, zda byli v době zveřejnění naživu, se články nezmiňovaly.'"`UNIQ--ref-00000000-QINU`"'
'"`UNIQ--ref-00000001-QINU`"''"`UNIQ--ref-00000002-QINU`"'